# Daphne Odjig

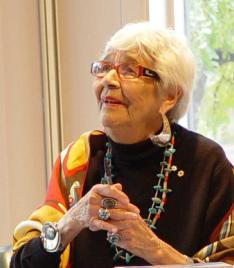
Daphne Odjig (Oktober 2008)

Daphne Odjig, CM, OBC (* 11. September 1919 in Wikwemikong; † 1. Oktober 2016 in Kelowna) war eine kanadische Künstlerin aus dem Kulturkreis der First Nations. Zu den Auszeichnungen, die sie erhalten hat, gehören der Order of Canada und der Governor General’s Award for Fiction. Ihre Malerei wird der Woodland School Of Art zugerechnet. Odjig war eine der Gründerinnen der Künstlervereinigung der Indian Group of Seven.

## Leben
Geboren wurde Odjig im Wikwemikong Unceded Indian reserve auf Manitoulin, einer Insel im Huronsee, als ältestes von vier Geschwistern in eine Familie mit Wurzeln in den Stämmen der Odawa und Potawatomi sowie bei Engländern. Durch ihren Vater stammt sie vom Potawatomi-Häuptling Black Partridge ab. Ihre Eltern, Dominic und Joyce Odjig, lernten sich in England kennen, wo ihr Vater als Soldat stationiert war.
Erster und wichtigster künstlerischer Einfluss von Odjig war ihr Großvater Jonas, bei dem die Familie lebte. Er gravierte Grabsteine für die örtliche Kirchengemeinde und später skizzierte und zeichnete er Landschaften.

“My grandfather played a great role in my life – he nurtured my creative spirit – he was the first one I ever drew with…he was my first mentor”

„Mein Großvater spielte eine große Rolle in meinem Leben – Er pflegte meinen kreativen Geist – Er war der Erste, mit dem ich je gemalt habe […] Er war mein erster Mentor“

Auch durch ihre Mutter wurde Odjig beeinflusst, welche eine Stickerin war und ihren Vater, der Szenen aus dem Ersten Weltkrieg und von seinen Offizieren malte. Odjig dazu:

“Art was always a part of our lives”

„Kunst war immer ein Teil unseres Lebens“

Während des Zweiten Weltkrieges arbeitete Odjig in Fabriken in Toronto, wo sie Museen und Galerien für sich entdeckte.

## Werk
Odjig zog für eine künstlerische Ausbildung nach Ottawa. Ihre weitere Ausbildung erhielt sie in Schweden. Sie brachte Piktogramme der Aborigines zusammen mit Elementen der Kunst der First Nations sowie Europäischen Techniken und dem Stil des 20. Jahrhunderts. Ihren Durchbruch hatte sie in den 1960er Jahren, als sie von den Kritikern Lob für ihre Federzeichnungen von Angehörigen der Cree Indianer von Nord-Manitoba erhielt. 1967 wurden ihre Werke auf der Expo 67 ausgestellt.
In einigen ihrer Werke widmete sie sich auch erotischen Themen. Dies ist in der Malerei der First Nations eher selten. 1974 illustrierte sie die Tales from the Smokehouse, eine Sammlung traditioneller erotischer Kunst, geschrieben von Herbert T. Schwarz. In demselben Jahr eröffnete sie die erste kanadische Galerie, die ausschließlich Kunst der First Nations ausstellte in Winnipeg.
Gründungsmitglied der Professional Native Indian Artists Association, zusammen mit Alex Janvier und Norval Morrisseau wurde Odjig im Jahr 1973.

## Auszeichnungen, Orden und Sammlungen
Einige ihrer Werke sind Bestandteil öffentlicher Sammlungen, wie die der Canada Council for the Arts, dem Kanadas Nationalmuseum für Geschichte und Gesellschaft in Ottawa, der Tom Thompson Gallery, der McMichael Canadian Collection, dem Sequoyah Research Center und der Cabinet of Israel. Sie hatte den Auftrag Kunst bei der Expo ’70 in Osaka zu erstellen, im Manitoba Museum und für die El Al, die israelische Fluggesellschaft.
Über Odjig wurden mehrere Bücher geschrieben und drei Dokumentationen erstellt. Ihr wurden verschiedene Orden und Auszeichnungen verliehen, wie der Ehrendoktor für Literatur der Laurentian University 1982, der Ehrendoktor für Recht der University of Toronto 1985, die Orden Order of Canada 1986, Commemorative Medal for the 125th Anniversary of the Confederation of Canada 1992, der Ehrendoktor für Erziehung der Nipissing University 1997, und der National Aboriginal Achievement Award 1998. Sie wurde für die Royal Canadian Academy of Art 1989 ausgewählt. 2007 erhielt Odjig den Governor General’s Award in Visual and Media Arts. Die Canada Post druckte drei Briefmarken mit ihren Bildern im Februar 2011. Im Jahr 2007 wurde sie Mitglied des Order of British Columbia.

## Ausstellungen
Odjig ist viel gereist und hat in Kanada, den Vereinigten Staaten, Belgien und Japan ausgestellt. Sie hatte mehr als 30 Einzelausstellungen und war Teil von über 50 Gruppenausstellungen im Laufe ihrer Karriere.
The Drawings and Paintings of Daphne Odjig: A Retrospective Exhibition war eine Ausstellung mit ihren Werken aus über 40 Jahren ihres Schaffens. Die Ausstellung wurde von der Art Gallery of Sudbury und der National Gallery of Canada organisiert. Sie wurde in Sudbury, der Kamloops Art Gallery und von Oktober 2009 bis 2010 in der National Gallery of Canada gezeigt. Der einzige Ausstellungsort in den Vereinigten Staaten war das Institute of American Indian Arts Museum in Santa Fe (New Mexico). Diese Retrospektive wurde von einem Ausstellungskatalog begleitet, der von Bonnie Devine geschrieben worden war, mit zusätzlichen Texten von Robert Houle und Duke Redbird.

## Werke
- mit Rosamond M. Vanderburgh und Beth Southcott: A Paintbrush in My Hand. Natural Heritage Books, Toronto 1992, ISBN 0-920474-73-X.
- mit Bob Boyer, Carol Podedworny und Phillip Gevik: Odjig: The Art of Daphne Odjig, 1960–2000. Key Porter Books, Toronto 2001, ISBN 1-55263-286-5.
- mit Jann L. M. (FRW) Bailey und Morgan Wood: Daphne Odjig: Four Decades of Prints. ABC Art Books, Montreal 2005, ISBN 1-895497-62-0.